# Temporada 1963-64 de los San Francisco Warriors
La temporada 1963-64 fue la decimoctava de los Warriors en la NBA, y la segunda en la ciudad de San Francisco (California), a donde llegaron procedentes de Filadelfia. La temporada regular acabó con 48 victorias y 32 derrotas, acabando en la primera posición de la División Oeste,clasificándose para los playoffs,y en los que llegaron hasta las finales, en las que cayeron derrotados ante los Boston Celtics.

## Elecciones en elDraft
| Ronda | Puesto | Jugador       | Posición  | Nacionalidad   | Universidad   |
| ----- | ------ | ------------- | --------- | -------------- | ------------- |
| 1     | 3      | Nate Thurmond | Ala-Pívot | Estados Unidos | Bowling Green |
| 2     | 11     | Gary Hill     | Escolta   | Estados Unidos | Oklahoma City |
| 3     | 20     | Steve Gray    |           | Estados Unidos | Saint Mary's  |
| 4     | 29     | Dave Downey   |           | Estados Unidos | Illinois      |
| 5     | 39     | Don Turner    |           | Estados Unidos | Southwestern* |

## Temporada regular
| División Oeste           | División Oeste | División Oeste | División Oeste | División Oeste | División Oeste | División Oeste | División Oeste | División Oeste |
| Equipo                   | G              | P              | %              | PD             | Casa           | Fuera          | Neutral        | Div            |
| ------------------------ | -------------- | -------------- | -------------- | -------------- | -------------- | -------------- | -------------- | -------------- |
| x-San Francisco Warriors | 48             | 32             | .600           | –              | 25–14          | 21–15          | 2–3            | 29–17          |
| x-St. Louis Hawks        | 46             | 34             | .575           | 2              | 27–12          | 17–19          | 2–3            | 30–16          |
| x-Los Angeles Lakers     | 42             | 38             | .525           | 6              | 24–12          | 15–21          | 3–5            | 24–22          |
| Baltimore Bullets        | 31             | 49             | .388           | 17             | 20–19          | 8–21           | 3–9            | 16–24          |
| Detroit Pistons          | 23             | 57             | .288           | 25             | 9–21           | 6–25           | 8–11           | 13–33          |

## Playoffs

### Finales de División
San Francisco Warriors - St. Louis Hawks
| Fecha       | Partido                                         | Ciudad        |
| ----------- | ----------------------------------------------- | ------------- |
| 1 de abril  | San Francisco Warriors 111, St. Louis Hawks 116 | San Francisco |
| 3 de abril  | San Francisco Warriors 120, St. Louis Hawks 85  | San Francisco |
| 5 de abril  | St. Louis Hawks 113, San Francisco Warriors 109 | St. Louis     |
| 8 de abril  | St. Louis Hawks 109, San Francisco Warriors 111 | St. Louis     |
| 10 de abril | San Francisco Warriors 121, St. Louis Hawks 97  | San Francisco |
| 12 de abril | St. Louis Hawks 123, San Francisco Warriors 95  | St. Louis     |
| 16 de abril | San Francisco Warriors 105, St. Louis Hawks 95  | San Francisco |
|             | San Francisco gana las series 4-3               |               |

### Finales de la NBA
Boston Celtics - San Francisco Warriors
| Fecha       | Partido                                        | Ciudad        |
| ----------- | ---------------------------------------------- | ------------- |
| 18 de abril | Boston Celtics 108, San Francisco Warriors 96  | Boston        |
| 20 de abril | Boston Celtics 124, San Francisco Warriors 101 | Boston        |
| 22 de abril | San Francisco Warriors 115, Boston Celtics 91  | San Francisco |
| 24 de abril | San Francisco Warriors 95, Boston Celtics 98   | San Francisco |
| 26 de abril | Boston Celtics 105, Los Angeles Lakers 99      | Boston        |
|             | Boston gana las finales 4-1                    |               |

## Estadísticas
| Rk | Jugador          | Edad | P  | PT | MP   | TC   | TCI  | %TC  | 3P | 3PI | %3P | 2P   | 2PI  | %2P  | TL  | TLI  | %TL  | RO | RD | RT   | AS  | RB | TAP | BP | FP  | PTS  |
| 1  | Wilt Chamberlain | 27   | 80 |    | 46.1 | 15.1 | 28.7 | .524 |    |     |     | 15.1 | 28.7 | .524 | 6.8 | 12.7 | .531 |    |    | 22.3 | 5.0 |    |     |    | 2.3 | 36.9 |
| 2  | Tom Meschery     | 25   | 80 |    | 30.3 | 5.5  | 11.9 | .458 |    |     |     | 5.5  | 11.9 | .458 | 2.6 | 3.7  | .702 |    |    | 7.7  | 1.9 |    |     |    | 3.6 | 13.5 |
| 3  | Wayne Hightower  | 24   | 79 |    | 32.1 | 5.0  | 12.9 | .385 |    |     |     | 5.0  | 12.9 | .385 | 3.3 | 4.2  | .790 |    |    | 7.2  | 1.7 |    |     |    | 3.4 | 13.2 |
| 4  | Guy Rodgers      | 28   | 79 |    | 34.1 | 4.3  | 11.7 | .365 |    |     |     | 4.3  | 11.7 | .365 | 2.5 | 3.5  | .707 |    |    | 4.2  | 7.0 |    |     |    | 3.1 | 11.0 |
| 5  | Al Attles        | 27   | 70 |    | 26.9 | 4.1  | 9.1  | .452 |    |     |     | 4.1  | 9.1  | .452 | 2.6 | 3.9  | .673 |    |    | 3.4  | 2.8 |    |     |    | 3.6 | 10.9 |
| 6  | Gary Phillips    | 24   | 66 |    | 30.5 | 3.9  | 10.5 | .370 |    |     |     | 3.9  | 10.5 | .370 | 2.2 | 3.3  | .670 |    |    | 3.8  | 3.1 |    |     |    | 3.7 | 10.0 |
| 7  | Nate Thurmond    | 22   | 76 |    | 25.9 | 2.9  | 7.3  | .395 |    |     |     | 2.9  | 7.3  | .395 | 1.3 | 2.3  | .549 |    |    | 10.4 | 1.1 |    |     |    | 2.4 | 7.0  |
| 8  | Gary Hill        | 22   | 67 |    | 15.1 | 2.2  | 5.7  | .380 |    |     |     | 2.2  | 5.7  | .380 | 0.8 | 1.1  | .662 |    |    | 1.7  | 1.5 |    |     |    | 2.5 | 5.1  |
| 9  | Kenny Sears      | 30   | 51 |    | 10.2 | 1.0  | 2.4  | .442 |    |     |     | 1.0  | 2.4  | .442 | 1.3 | 1.5  | .810 |    |    | 1.8  | 0.8 |    |     |    | 1.4 | 3.3  |
| 10 | George Lee       | 27   | 54 |    | 9.7  | 1.2  | 3.1  | .379 |    |     |     | 1.2  | 3.1  | .379 | 0.9 | 1.3  | .662 |    |    | 1.8  | 0.5 |    |     |    | 1.2 | 3.2  |
| 11 | John Windsor     | 23   | 11 |    | 6.2  | 0.9  | 2.5  | .370 |    |     |     | 0.9  | 2.5  | .370 | 0.6 | 0.7  | .875 |    |    | 2.4  | 0.2 |    |     |    | 1.2 | 2.5  |